# Teratosphaeria tinara
Teratosphaeria tinara är en svampart som beskrevs av Andjic & T. Burgess 2010. Teratosphaeria tinara ingår i släktet Teratosphaeria och familjen Teratosphaeriaceae.   Inga underarter finns listade i Catalogue of Life.